# Shahabuddin Ahmed
Shahabuddin Ahmed (Pemal, 1 de fevereiro de 1930 – Daca, 19 de março de 2022) foi presidente de Bangladesh em duas ocasiões. 
Obteve a sua licenciatura em economia no ano de 1951 e o seu segundo título universitário em relações internacionais em 1952 na Universidade de Dacca. Entrou para o Serviço Civil do Paquistão em 1954 e terminou a sua capacitação na Academia de Administração Pública de Lahore, complementando-a com um curso especial na Universidade de Oxford.
Após trabalhar como magistrado e servidor público de Gopalganj e Natore, foi promovido ao posto de suplente comissionado. Desempenhou-se como juiz em Dacca, Barisal, Aspa e Chittagong. Em 1967 passou a ser secretário da supremo corte de Dacca.
Em 7 de fevereiro de 1980 foi nomeado juiz da suprema corte de Bangladesh. Entre 1990 e 1991 foi presidente interino.

## Morte
Em fevereiro de 2022, Ahmed foi levado para a unidade de terapia intensiva (UTI) do Hospital Militar Combinado (CMH) devido a uma doença associada ao envelhecimento. Ele morreu em 19 de março de 2022 no Hospital Militar Combinado aos 92 anos de idade.